# Viacom
Viacom, Inc. var världens och USA:s fjärde största mediekoncern med en årlig omsättning på många miljarder amerikanska dollar. Koncernens verksamhet fanns etablerad över hela jordklotet. 
Företaget ägde kabel-tv-kanaler som MTV, Nickelodeon, Comedy Central, BET, Spike TV, Logo TV, Nick-at-Nite, TV Land, CMT och VH1. Viacom ägde även filmbolagen Paramount Pictures samt Dreamworks. Koncernen ägde i de flesta fallen även innehållet som visas i kanalerna och de varumärken som byggts därigenom.
Bolaget gick i december 2019 samman med CBS Corporation och bildade ViacomCBS. I början av 2022 bytte bolaget namn till Paramount Global.

## Historik
Tidigare ingick CBS-koncernen med det marksända TV-nätverket CBS i Viacom. Under 2006 delas Viacom och CBS upp i två olika koncerner och viacom gick då från att vara världens största till världens fjärde största mediekoncern. Nuvarande Viacom är avknoppningen CBS Corporation, vilken äger TV-bolaget The CW tillsammans med Time Warner. Uppdelningen mellan Viacom och CBS Corporation skedde med början under 2005 då Viacom vuxit sig för stort. 
Den 13 mars 2007 stämde Viacom webbplatsen Youtube med skadestånd på 1 miljard amerikanska dollar för upphovsrättsskyddat innehåll med över 100 000 videoklipp uppladdat av sina användare. I juni 2010 vann Youtube och de övriga anmälda företagen stämningen.